# Mieczysław Horbowski
Mieczysław Apolinary Horbowski, född 23 juli 1849 i Doleck nära Skierniewice i Kongresspolen, död 26 januari 1937 i Wien, var en polsk barytonsångare och sångpedagog.
Horbowski studerade ursprungligen medicin och senare juridik, men inledde omsider musikstudier i Warszawa. 1871 gjorde han studieresor till Italien och Paris och gav sina första konserter i bland annat Florens och Pisa, då under pseudonymen Francesco Ranieri. Sin första konsert under eget namn gav han den 16 maj 1873. Fruktlöst försökte han bli operettskådespelare, men antogs inte till de önskade ensemblerna. Åren 1886–1895 var han verksam som sångpedagog i Warszawa, 1895–1906 i Moskva och 1906–1909 vid konservatoriet i Kraków. Omsider flyttade han till Milano och sedan till Wien, där han fortsatte undervisa i sång.